# Hannah Fry
Hannah Fry (* 21. února 1984 Harlow) je britská akademička, spisovatelka a rozhlasová a televizní moderátorka známá svým úsilím o popularizaci matematiky a vědy. Je profesorkou aplikované matematiky v Centru pro pokročilou prostorovou analýzu na University College London (UCL).
Zabývá se propojením matematiky, fyziky a dalších prvků v lidském chování, zejména v městském prostředí. Ve svém díle zkoumá širokou škálu sociálních problémů a otázek, od nakupování a dopravy po městskou kriminalitu, nepokoje a terorismus. Je uznávanou moderátorkou a ve svých televizních a rozhlasových pořadech a podcastech se snaží veřejnosti představit matematiku ve snadno srozumitelné podobě. Napsala několik knih, které se zabývají matematikou a její aplikací v každodenním životě a společnosti a byly přeloženy do mnoha jazyků. Je držitelkou prestižní Zeemanovy medaile za práci v oblasti popularizace matematiky pro širokou veřejnost.

## Mládí a studia
Hannah Fry se narodila jako prostřední ze tří sester 21. února 1984 v Harlow. Její otec je anglický tovární dělník a matka, která pochází z Irska, je v domácnosti. Jednou v létě, když jí bylo asi 11 let, ji matka přiměla, aby každý den prázdnin vyřešila jednu stránku úloh z učebnice matematiky, v příštím školním roce tak předběhla ostatní žáky. Navštěvovala školu Presdales School ve Ware v anglickém hrabství Hertfordshire, kde ji ke studiu matematiky inspirovala její učitelka. Vystudovala nejprve matematiku a teoretickou fyziku na University College London (UCL) a v roce 2011 získala na katedře matematiky UCL titul PhD za práci v oblasti dynamiky tekutin.

## Profesní život

### Academická práce
Po krátkém období práce v oblasti aerodynamiky se vrátila na UCL, kde nastoupila na postdoktorandské místo a věnovala se výzkumu relativně nové oblasti vědy – sociálním a ekonomickým komplexním systémům. V říjnu 2012 byla jmenována lektorkou v tomto oboru. V Centru pro pokročilou prostorovou analýzu byla v roce 2021, po několika letech působení na pozici docentky a poté mimořádné profesorky, jmenována profesorkou v oboru Mathematics of Cities. V lednu 2024 byla jmenována prezidentkou Institutu matematiky a matematických aplikací.

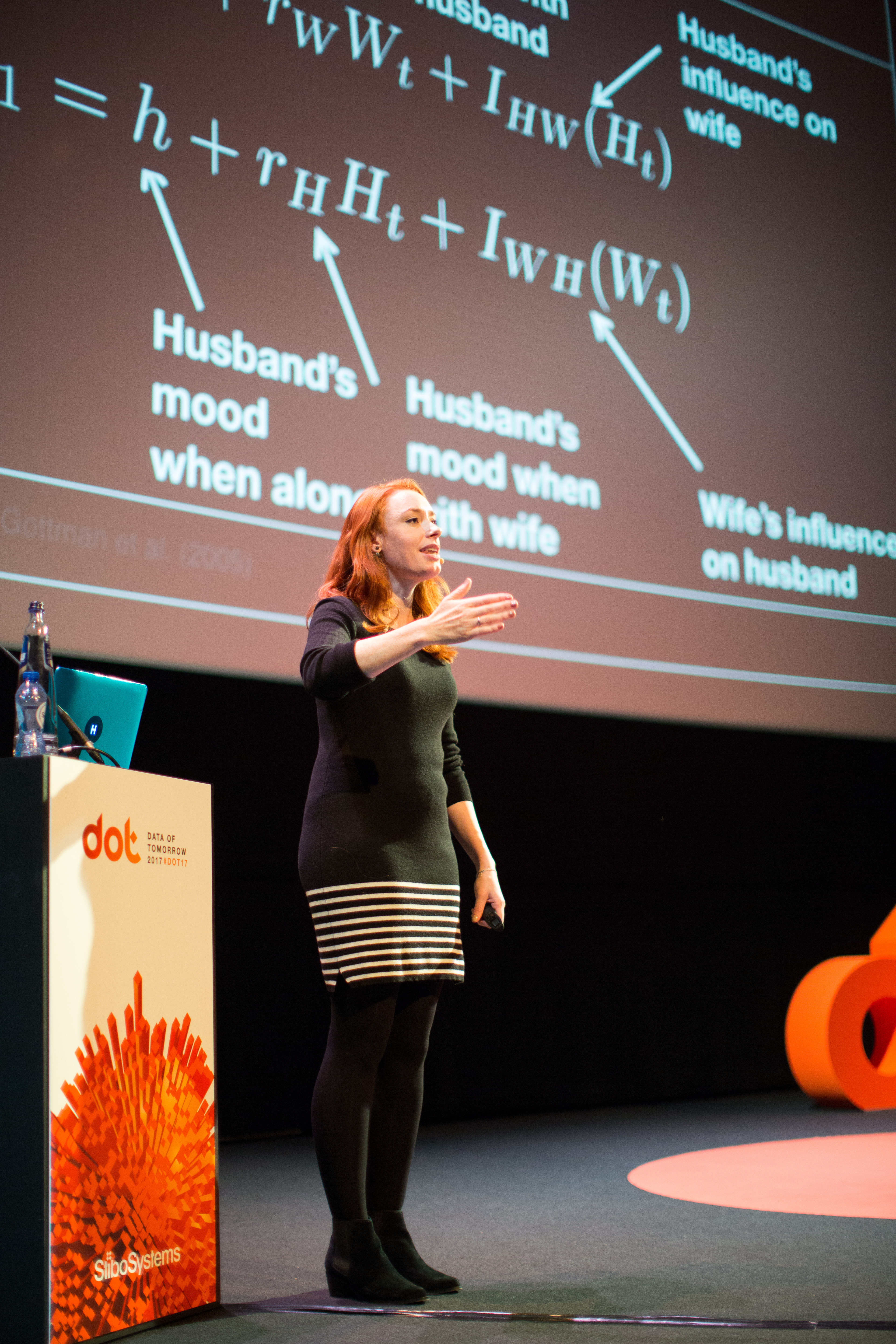
Na konferenci Data of Tomorrow v roce 2017

Ve své každodenní práci používá matematické modely ke studiu vzorců lidského chování a spolupracuje s vládami, policejními složkami, zdravotnickými analytiky a supermarkety. Při studiu zákonitostí lidského chování, zejména v městském prostředí, spolupracuje s týmem fyziků, matematiků, počítačových vědců, architektů a geografů.

### Popularizace vědy
Hannah Fry má bohatou historii práce v televizi, rozhlase a na internetu. Její práce v médiích se zaměřuje na to, jak matematika ovlivňuje a formuje naši společnost, a snaží se demystifikovat složité matematické koncepty pro širší veřejnost. V roce 2014 se dostala do povědomí veřejnosti díky své přednášce na konferenci TED a následné knize Matematika lásky. Objevila se v několika videích pro matematický kanál Numberphile na YouTube a účinkovala také v jeho podcastu. V podcastech se společností DeepMind se setkává s vědci a mysliteli světové úrovně, kteří vysvětlují základy umělé inteligence, zkoumají některé výzvy, s nimiž se tento obor potýká, a věnují se výzkumu, který vedl k průlomovým objevům. V britském rádiu BBC pravidelně vystupuje v dlouholetém rozhlasovém seriálu The Curious Cases of Rutherford and Fry (Podivuhodné případy Rutherforda a Fry).
Účastnila se a hostovala v mnoha různých televizních pořadech, v dokumentárním seriálu BBC The Joy of Data (Radost z dat) například zkoumala vliv datové analýzy na naše každodenní životy. Byla také součástí pořadu The Secret Rules of Modern Living: Algorithms (Tajná pravidla moderního života: Algoritmy), který rozebíral, jak algoritmy ovlivňují naše rozhodování a životy. Seriály BBC Size Matters (Na velikosti záleží) a Magic Numbers (Magická čísla) se zabývají matematickými koncepty. Dokumentární seriál The Secret Genius of Modern Life (Tajný génius moderního života) získal uznání kritiků i diváků a vysvětluje tajemství zázračných technologií moderního světa od bankovních karet, trenažérů, elektrických aut až po fitness trackery. V roce 2023 vznikl pro Bloomberg nový originální seriál The Future with Hannah Fry (Budoucnost s Hannah Fry), který se zabývá vědou, technologiemi a lidmi, kteří stáli na prahu nejvýznamnějších objevů naší doby.
Fry se pokusila vyvrátit stereotyp, že matematika je nudná a nestojí za to ji studovat. Ačkoli uznává, že jde o obtížný předmět, věří, že je možné jej přiblížit pomocí příběhů, s nimiž se lidé mohou ztotožnit, jak se o to snaží ve svých knihách. Je autorkou čtyř knih. V první z nich nazvané Matematika lásky (The Mathematics of Love) se autorka s humorem i vážností, jak se na téma hledání životního partnera sluší, zamýšlí nad tím, jak nám matematika může pomoci s našimi milostnými problémy. Druhá kniha, The Indisputable Existence of Santa Claus (Nesporná existence Santa Clause), jejímž spoluautorem je kolega matematik Thomas Oléron Evans, pojednává o různých tématech souvisejících s Vánocemi a o tom, jak se na nich může matematika podílet.
Třetí knihou je Hello World: Jak zůstat člověkem ve světě algoritmů (Hello World: How to be Human in the Age of the Machine). V okolním světě zasahují matematické algoritmy, aniž bychom si to uvědomovali, skoro do všech oblastí lidské činnosti jako jsou zdraví, doprava, justice, hudba, obchod či reklama. Autorka provádí čtenáře s pomocí výstižných a zábavných příkladů fascinujícím světem matematických vzorců, které fungují doslova všude kolem nás. V roce 2021 napsala Fry s Adamem Rutherfordem knihu Rutherford & Fry's Complete Guide to Absolutely Everything (Abridged) (Kompletní průvodce naprosto vším od Rutherforda a Fry (zkráceně)).

## Ocenění
- 2013 – UCL Provost's Public Engager of the Year, ocenění je projevem uznání za práci, kterou zaměstnanci a studenti UCL dělají pro zpřístupňování univerzity pro veřejnost.[20]
- 2018 – medaile Christophera Zeemana za přínos k veřejnému pochopení matematických věd udělená Instituemt matematiky a Londýnskou matematickou společností.[5]
- 2020 – Asimova cena za knihu Hello World, literárně-vědecké ocenění udělované italským Istituto Nazionale di Fisica Nucleare (INFN) a postgraduální školou Gran Sasso Science Institute (GSSI).[21]
- 2020 – čestné členství v Institution of Engineering and Technology (IET) u příležitosti 150. výročí založení této instituce.
- 2022 – čestné členství v Royal Academy of Engineering (REng)[22]
- 2023 – čestné členství v Learned Society of Wales (LSW)[22]

## Osobní život
V roce 2014 se Fry provdala za sportovního spisovatele Phila, který se jako otec v domácnosti staral o jejich dvě dcery. Manželství se později rozpadlo, ale oba bydlí blízko sebe v jižním Londýně a zůstali dobrými přáteli.
V lednu 2021 si Fry vyslechla diagnózu rakoviny děložního čípku a následující měsíc podstoupila radikální hysterektomii. Pro televizi BBC natočila dokumentární film Making Sense of Cancer with Hannah Fry (Jak porozumět rakovině s Hannah Fry) o své léčbě a jejích dlouhodobých následcích, v jejím případě lymfedému. Ve filmu se zabývá také statistikami, které stojí za screeningem a rozhodováním pacientů a lékařů.

## Dílo
- The Mathematics of Love (2015), ISBN 978-1471141805
  - česky Matematika lásky (2015 a 2016), ISBN 978-80-8111-391-8
- The Indisputable Existence of Santa Claus (2017), ISBN 978-1784162740
- Hello World: How to be Human in the Age of the Machine (2019), ISBN 978-1784163068
  - česky Hello World: Jak zůstat člověkem ve světě algoritmů (2018 a 2020), ISBN 9788076012462
- Rutherford and Fry’s Complete Guide to Absolutely Everything (Abridged) (2022), ISBN 978-0552176712